# Premiul Oscar pentru cel mai bun scurtmetraj de animație
Premiul Oscar pentru cel mai bun scurtmetraj de animație este unul dintre premiile acordate de Academia de Arte și Științe, decernat anual începând cu cea de-a cincea ceremonie a Premiului Oscar din anul 1931.
Categoria a fost cunoscută între anii 1932 și 1970 ca „Subiecte scurte, desene”, iar între anii 1971 și 1973 „Subiecte scurte, filme animate”, anul 1974 consemnând titlul actual. În lista de mai jos, desenele animate scrise cu îngroșat au câștigat titlul în anul respectiv, iar celelalte au fost nominalizate. Walt Disney este cel mai de succes animator din categorie, 12 din cele 22 de premii Oscar fiind primite pentru scurt-metraje, incluzând un premiu post-mortem în 1968. Mai mult, desenele sale au câștigat consecutiv primele 10 ediții.
Seria Silly Symphonies, creată de Walt Disney și seria Tom și Jerry, creată de Hanna și Barbera, sunt seriile cu cele mai multe premii, 6.
Timp de cincizeci de ani premiile erau ridicare de producătorii desenelor. În prezent regulile Oscarului spun că „persoana care s-a implicat direct în concept și în animație va primi trofeul. În cazul în care mai multe persoane s-au implicat direct iar munca lor a influențat desenul animat, li se vor acorda și o a doua statuie. Oscarul definește scurtca fiind „nu mai lung de 40 de minute”, cu tot cu generic."

## Anii 1930
Ca Short Subjects (Cartoons)
- 1932 (5) Flowers and Trees - Walt Disney Productions, United Artists - Walt Disney
  - Mickey's Orphans - Walt Disney Productions, United Artists - Walt Disney
  - It's Got Me Again! - Leon Schlesinger Productions, Warner Bros. - Leon Schlesinger
- 1933 (6) Three Little Pigs - Walt Disney Productions, United Artists - Walt Disney
  - Building a Building - Walt Disney Productions, United Artists - Walt Disney
  - The Merry Old Soul - Universal - Walter Lantz
- 1934 (7) - The Tortoise and the Hare - Walt Disney Productions, United Artists - Walt Disney
  - Holiday La - Screen Gems, Columbia - Charles Mintz
  - Jolly Little Elves - Universal - Walter Lantz
- 1935 (8) Three Orphan Kittens - Walt Disney Productions, United Artists - Walt Disney
  - The Calico Dragon - Harman-Ising, Metro-Goldwyn-Mayer - Hugh Harman & Rudolf Ising
  - Who Killed Cock Robin? - Walt Disney Productions, United Artists - Walt Disney
- 1936 (9) The Country Cousin - Walt Disney Productions, United Artists - Walt Disney
  - Old Mill Po - Harman-Ising, Metro-Goldwyn-Mayer - Hugh Harman & Rudolf Ising
  - Popeye the Sailor Meets Sindbad the Sailor - Fleischer Studios, Paramount - Max Fleischer
- 1937 (10) The Old Mill - Walt Disney Productions, RKO Radio - Walt Disney
  - Educated Fish - Fleischer Studios, Paramount- Max Fleischer
  - The Little Match Girl - Screen Gems, Columbia - Charles Mintz
- 1938 (11) Ferdinand the Bull - Walt Disney Productions, RKO Radio - Walt Disney
  - Brave Little Tailor - Walt Disney Productions, RKO Radio - Walt Disney
  - Mother Goose Goes Hollywood - Walt Disney Productions, RKO Radio - Walt Disney
  - Good Scouts - Walt Disney Productions, RKO Radio - Walt Disney
  - Hunky and Spunky - Fleischer Studios, Paramount - Max Fleischer
- 1939 (12) The Ugly Duckling - Walt Disney Productions, RKO Radio - Walt Disney
  - Detouring America - Leon Schlesinger Productions, Warner Bros. - Leon Schlesinger
  - Peace on Earth - Metro-Goldwyn-Mayer - Fred Quimby & Hugh Harman
  - The Pointer - Walt Disney Productions, RKO Radio - Walt Disney

## Anii 1940
- 1940 (13) The Milky Way - Metro-Goldwyn-Mayer - Fred Quimby & Rudolph Ising
  - Motanul e pus pe liber - Metro-Goldwyn-Mayer - Rudolph Ising
  - A Wild Hare - Leon Schlesinger Productions, Warner Bros. - Leon Schlesinger
- 1941 (14) Lend a Paw - Walt Disney Productions, RKO Radio - Walt Disney
  - Boogie Woogie Bugle Boy of Company B - Walter Lantz Productions, Universal - Walter Lantz
  - Hiawatha's Rabbit Hunt - Leon Schlesinger Productions, Warner Bros. - Leon Schlesinger
  - How War Came – Screen Gems, Columbia - George Winkler
  - Noaptea de Ajun - Metro-Goldwyn-Mayer - Fred Quimby
  - Rhapsody in Rivets - Leon Schlesinger Productions, Warner Bros. - Leon Schlesinger
  - The Rookie Bear - Metro-Goldwyn-Mayer - Fred Quimby & Rudolph Ising
  - Rhythm in the Ranks - Paramount - George Pal
  - Superman – Fleischer Studios, Paramount - Max Fleischer
  - Truant Officer Donald - Walt Disney Productions, RKO Radio - Walt Disney
- 1942 (15) Der Fuehrer's Face - Walt Disney Productions, RKO Radio - Walt Disney
  - All Out for 'V' - Terrytoons, 20th Century Fox - Paul Terry
  - Blitz Wolf - Metro-Goldwyn-Mayer - Fred Quimby
  - Juke Box Jamboree - Walter Lantz Productions, Universal - Walter Lantz
  - Pigs in a Polka - Leon Schlesinger Productions, Warner Bros. - Leon Schlesinger
  - Tulips Shall Grow - Paramount - George Pal
- 1943 (16) The Yankee Doodle Mouse - Metro-Goldwyn-Mayer - Fred Quimby
  - The Dizzy Acrobat - Walter Lantz Productions, Universal - Walter Lantz
  - Five Hundred Hats of Bartholomew Cubbins - Paramount - George Pal
  - Greetings Bait - Leon Schlesinger Productions, Warner Bros. - Leon Schlesinger
  - Imagination – Screen Gems, Columbia - Dave Fleischer
  - Reason and Emotion - Walt Disney Productions, RKO Radio - Walt Disney
- 1944 (17) Mouse Trouble - Metro-Goldwyn-Mayer - Fred Quimby
  - And to Think I Saw It on Mulberry Street - Paramount - George Pal
  - Dog, Cat and Canary – Screen Gems, Columbia - Raymond Katz
  - Fish Fry - Walter Lantz Productions, Universal - Walter Lantz
  - How to Play Football - Walt Disney Productions, RKO Radio - Walt Disney
  - My Boy, Johnny – Terrytoons, 20th Century Fox - Paul Terry
  - Swooner Crooner - Warner Bros. - Edward Selzer
- 1945 (18) Quiet Please! - Metro-Goldwyn-Mayer - Fred Quimby
  - Donald's Crime - Walt Disney Productions, RKO Radio - Walt Disney
  - Jasper and the Beanstalk - Paramount - George Pal
  - Life with Feathers - Warner Bros. - Edward Selzer
  - Mighty Mouse in Gypsy Life – Terrytoons, 20th Century Fox - Paul Terry
  - The Poet and Peasant - Walter Lantz Productions, Universal - Walter Lantz
  - Rippling Romance - Screen Gems, Columbia - Raymond Katz
- 1946 (19) The Cat Concerto - Metro-Goldwyn-Mayer - Fred Quimby
  - Musical Moments from Chopin - Walter Lantz Productions, Universal - Walter Lantz
  - John Henry and the Inky-Poo - Paramount - George Pal
  - Squatter's Rights - Walt Disney Productions, RKO Radio - Walt Disney
  - Walky Talky Hawky - Warner Bros. - Edward Selzer
- 1947 (20) Tweetie Pie - Warner Bros. - Edward Selzer
  - Chip an' Dale - Walt Disney Productions, RKO Radio - Walt Disney
  - Dr. Jekyll and Mr. Mouse - Metro-Goldwyn-Mayer Fred Quimby
  - Pluto's Blue Note - Walt Disney Productions, RKO Radio - Walt Disney
  - Tubby the Tuba - Paramount - George Pal
- 1948 (21) The Little Orphan - Metro-Goldwyn-Mayer - Fred Quimby
  - Mickey and the Seal - Walt Disney Productions, RKO Radio - Walt Disney
  - Mouse Wreckers - Warner Bros. - Edward Selzer
  - Robin Hoodlum - UPA, Columbia - John Hubley & Raymond Katz
  - Tea for Two Hundred- Walt Disney Productions, RKO Radio - Walt Disney
- 1949 (22) For Scent-imental Reasons - Warner Bros. - Edward Selzer
  - Hatch Up Your Troubles - Metro-Goldwyn-Mayer - Fred Quimby
  - Magic Fluke - UPA, Columbia - Stephen Bosustow
  - Toy Tinkers - Walt Disney Productions, RKO Radio - Walt Disney

## Anii 1950
- 1950 (23) Gerald McBoing-Boing - United Productions of America, Columbia - Stephen Bosustow
  - Jerry's Cousin - Metro-Goldwyn-Mayer - Fred Quimby
  - Trouble Indemnity - United Productions of America, Columbia - Stephen Bosustow
- 1951 (24) The Two Mouseketeers - Metro-Goldwyn-Mayer - Fred Quimby
  - Lambert the Sheepish Lion - Walt Disney Productions, RKO Radio - Walt Disney
  - Rooty Toot Toot - United Productions of America, Columbia - Stephen Bosustow
- 1952 (25) Johann Mouse - Metro-Goldwyn-Mayer - Fred Quimby
  - Little Johnny Jet - Metro-Goldwyn-Mayer - Fred Quimby
  - Madeline - United Productions of America, Columbia - Stephen Bosustow
  - Pink and Blue Blues - United Productions of America, Columbia - Stephen Bosustow
  - The Romance of Transportation in Canada - National Film Board of Canada - Colin Low
- 1953 (26) Toot, Whistle, Plunk and Boom - Walt Disney Productions, Buena Vista Distribution - Walt Disney
  - Christopher Crumpet - United Productions of America, Columbia- Stephen Bosustow
  - From A to Z-Z-Z-Z - Warner Bros. - Edward Selzer
  - Rugged Bear - Walt Disney Productions, RKO Radio - Walt Disney
  - The Tell-Tale Heart - United Productions of America, Columbia - Stephen Bosustow
- 1954 (27) When Magoo Flew - United Productions of America, Columbia - Stephen Bosustow
  - Crazy Mixed Up Pup - Walter Lantz Productions, Universal-International - Walter Lantz
  - Pigs Is Pigs - Walt Disney Productions, RKO Radio - Walt Disney
  - Sandy Claws - Warner Bros. - Edward Selzer
  - Touché, Pussy Cat! - Metro-Goldwyn-Mayer - Fred Quimby
- 1955 (28) Speedy Gonzales - Warner Bros. - Edward Selzer
  - Good Will to Men - Metro-Goldwyn-Mayer - Fred Quimby, William Hanna și Joseph Barbera
  - The Legend of Rockabye Point - Walter Lantz Productions, Universal-International - Walter Lantz
  - No Hunting - Walt Disney Productions, RKO Radio - Walt Disney
- 1956 (29) Magoo's Puddle Jumper - United Productions of America, Columbia - Stephen Bosustow
  - Gerald McBoing-Boing on Planet Moo - United Productions of America, Columbia - Stephen Bosustow
  - The Jaywalker - United Productions of America, Columbia - Stephen Bosustow
- 1957 (30) Birds Anonymous - Warner Bros. - Edward Selzer
  - One Droopy Knight - Metro-Goldwyn-Mayer - William Hanna și Joseph Barbera
  - Tabasco Road - Warner Bros. - Edward Selzer
  - Trees and Jamaica Daddy - United Productions of America, Columbia - Stephen Bosustow
  - The Truth About Mother Goose - Walt Disney Productions,, Buena Vista Distribution - Walt Disney
- 1958 (31) Knighty Knight Bugs - Warner Bros. - John W. Burton
  - Paul Bunyan - Walt Disney Productions,., Buena Vista Distribution - Walt Disney
  - Sidney's Family Tree – Terrytoons, 20th Century Fox - William M. Weiss
- 1959 (32) Moonbi - Storyboard-Harrison - John Hubley și Faith Elliott Hubley
  - Mexicali Shmoes - Warner Bros. - John W. Burton
  - Noah's Ark - Walt Disney Productions, Buena Vista Distribution - Walt Disney
  - The Violini - Pintoff Prods., Kingsley International - Ernest Pintoff

## Anii 1960
- 1960 (33) Munro - Rembrandt Films, Film Representations - William L. Snyder
  - Goliath II - Walt Disney Productions, Buena Vista Distribution - Walt Disney
  - High Note - Warner Bros. - Chuck Jones
  - Mouse and Garden - Warner Bros. - Friz Freleng
  - A Place in the Sun (short) - George K. Arthur-Go Pictures (Czechoslovakian) - Frantisek Vystrecil
- 1961 (34) Ersatz (The Substitute) - Zagreb Film, Herts-Lion International Corp.
  - Aquamania - Walt Disney Productions, Buena Vista Distribution - Walt Disney
  - Beep Prepared - Warner Bros. - Chuck Jones
  - Nelly's Folly - Warner Bros. - Chuck Jones
  - The Pied Piper of Guadalupe - Warner Bros. - Friz Freleng
- 1962 (35) The Hole - Storyboard Inc., Brandon Films - John Hubley și Faith Hubley
  - Icarus Montgolfier Wright - Format Films, United Artists - Jules Engel
  - Now Hear This - Warner Bros.
  - Self Defense ... for Cowards - Rembrandt Films, Film Representations - William L. Snyder
  - Symposium on Popular Songs - Walt Disney Productions, Buena Vista Distribution - Walt Disney
- 1963 (36) The Critic - Pintoff-Crossbow Prods., Columbia - Ernest Pintoff
  - Automania 2000 - Pathé Contemporary Films - John Halas
  - The Game (Igra) - Rembrandt Films, Film Representations - Dušan Vukotić
  - My Financial Career - National Film Board of Canada, Walter Reade-Sterling-Continental Distributing - Gerald Potterton
  - Pianissimo - Cinema 16 - Carmen D'Avino
- 1964 (37) The Pink Phink - Mirisch Films, DePatie-Freleng Enterprises, United Artists - David H. DePatie și Friz Freleng
  - Christmas Cracker - National Film Board of Canada, Favorite Films of California - Norman McLaren, Jeff Hale, Gerald Potterton și Grant Munro
  - How to Avoid Friendship - Rembrandt Films, Film Representations - William L. Snyder
  - Nudnik No. 2 - Rembrandt Films, Film Representations - William L. Snyder
- 1965 (38) The Dot and the Line - Sib Tower 12 Productions, Metro-Goldwyn-Mayer - Chuck Jones and Les Goldman
  - Clay or the Origin of Species - Harvard University, Pathé Contemporary Films - Eliot Noyes, Jr.
  - The Thieving Magpie (La Gazza Ladra) - Allied Artists - Emanuele Luzzati
- 1966 (39) A Herb Alpert and the Tijuana Brass Double Feature - Paramount - John Hubley și Faith Hubley
  - The Drag - National Film Board of Canada, Favorite Films - Carlos Marchiori
  - The Pink Blueprint - Mirisch Films, DePatie-Freleng Enterprises, United Artists - David H. DePatie și Friz Freleng
- 1967 (40) The Box (short) - Brandon Films - Fred Wolf
  - Hypothese Beta - Films Orzeaux, Pathé Contemporary Films - Jean-Charles Meunier
  - What on Earth! - National Film Board of Canada, Columbia - Les Drew și Kaj Pindal
- 1968 (41) Winnie the Pooh and the Blustery Day - Walt Disney Productions, Buena Vista Distribution - Walt Disney (posthumous win)
  - The House That Jack Built - National Film Board of Canada, Columbia - Ron Tunis
  - The Magic Pear Tree - Bing Crosby Prods. - Jimmy Murakami
  - Windy Day - Hubley Studios, Paramount - John Hubley și Faith Hubley
- 1969 (42) It's Tough to Be a Bi - Walt Disney Productions, Buena Vista Distribution - Ward Kimball
  - Of Men and Demons - Hubley Studios, Paramount - John Hubley și Faith Hubley
  - Walking - National Film Board of Canada, Columbia - Ryan Larkin

## Anii 1970
- 1970 (43) Is It Always Right to Be Right? - Stephen Bosustow Prods., Schoenfeld Films - Nick Bosustow
  - The Further Adventures of Uncle Sam: Part Two - Haboush Company, Goldstone Films - Robert Mitchell și Dale Case
  - The Shephe - Cameron Guess and Associates, Brandon Films - Cameron Guess

Numele premiului s-a schimbat în Subiecte scurte, filme animate
- 1971 (44) The Crunch Bi - Maxwell-Petok, Petrovich Prods., Regency Films - Ted Petok
  - Evolution - National Film Board of Canada, Columbia - Michael Mills
  - The Selfish Giant - Potterton Prods., Pyramid Films - Peter Sander și Gerald Potterton
- 1972 (45) A Christmas Carol - American Broadcasting Company - Richard Williams
  - Kama Sutra Rides Again - Lion International Films - Bob Godfrey
  - Tup Tup - Zagreb Film, Corona Cinematografica, Manson Distributing - Nedeljko Dragic
- 1973 (46) Frank Film - Frank Mouris Prod. - Frank Mouris
  - The Legend of John Henry - Bosustow-Pyramid Films - Nick Bosustow și David Adams
  - Pulcinella - Luzzati-Gianini Prod. - Emanuele Luzzati și Guilo Gianini

Numele premiului s-a schimbat în Desene de scurt metraj, filme animate
- 1974 (47) Closed Mondays - Lighthouse Productions - Will Vinton și Bob Gardiner
  - The Family That Dwelt Apart - National Film Board of Canada - Yvon Mallette și Robert Verrall
  - Hunger - National Film Board of Canada - Peter Foldes și René Jodoin
  - Voyage to Next - Hubley Studio - John Hubley și Faith Hubley
  - Winnie the Pooh and Tigger Too! - Walt Disney Productions, Buena Vista Distribution - Wolfgang Reitherman
- 1975 ([Oscar 1976|48]]) Great - Grantstern, British Lion Films Ltd. - Bob Godfrey
  - Kick Me - Swarthe Productions - Robert Swarthe
  - Monsieur Pointu - National Film Board of Canada - René Jodoin, Bernard Longpré și André Leduc
  - Sisyphus - Hungarofilms - Marcell Jankovics
- 1976 ([Oscar 1977|49]]) Leisure - Film Australia - Suzanne Baker
  - Dedalo - Cineteam Realizzazioni - Manfredo Manfredi
  - The Street - National Film Board of Canada - Caroline Leaf și Guy Glover
- 1977 (50) The Sand Castle - National Film Board of Canada - Co Hoedeman
  - Bead Game - National Film Board of Canada - Ishu Patel
  - A Doonesbury Special - Hubley Studio - John Hubley (nominalizare post-mortem), Faith Hubley și Garry Trudeau
  - Jimmy the C - Motionpicker Production - James Picker, Robert Grossman și Craig Whitaker
- 1978 (51) Special Delivery - National Film Board of Canada - Eunice Macauley și John Weldon
  - Oh My Darling - Nico Crama Productions - Nico Crama
  - Rip Van Winkle - Will Vinton/Billy Budd - Will Vinton
- 1979 (52) Every Child - National Film Board of Canada - Derek Lamb
  - Dream Doll - Godfrey Films, Zagreb Film, Halas and Batchelor, Film Wright - Bob Godfrey și Zlatko Grgic
  - It's so Nice to Have a Wolf Around the House - AR&T Productions, Learning Corporation of America - Paul Fierlinger

## Anii 1980
- 1980 (53) The Fly - PannóniaFilm, Budape - Ferenc Rófusz
  - All Nothing - Société Radio-Canada - Frédéric Back
  - History of the World in Three Minutes Flat - Michael Mills Productions Ltd. - Michael Mills
- 1981 (54) Crac - Société Radio-Canada - Frédéric Back
  - The Creation - Will Vinton Productions - Will Vinton
  - The Tender Tale of Cinderella Penguin - National Film Board of Canada - Janet Perlman
- 1982 (55) Tango - Film Polski - Zbigniew Rybczyński
  - The Great Cognito - Will Vinton Productions - Will Vinton
  - The Snowman - Snowman Enterprises Ltd., Channel Four - Dianne Jackson
- 1983 (56) Sundae in New York - Motionpicker Production - Jimmy Picker
  - Mickey's Christmas Carol - Walt Disney Productions, Buena Vista Distribution - Burny Mattinson
  - Sound of Sunshine - Sound of Rain - Hallinan Plus - Eda Hallinan
- 1984 (57) Charade - Micheal Mills Productions, Sheridan College - Jon Minnis
  - Doctor DeSoto - Sporn Animation - Morton Schindel și Michael Sporn
  - Paradise - National Film Board of Canada - Ishu Patel
- 1985 (58) Anna & Bella - The Netherlands - Børge Ring
  - The Big Snit - National Film Board of Canada - Richard Condie și Michael Scott
  - Second Class Mail - National Film & Television School - Alison Snowden
- 1986 (59) A Greek Tragedy - CineTe pvba - Linda Van Tulden și Willem Thijsen
  - The Frog, The Dog and The Devil - New Zealand National Film Unit - Bob Stenhouse (Director/animator), Hugh MacDonald și Martin Townse
  - Luxo Jr. - Pixar - John Lasseter și William Reeves
- 1987 (60) The Man Who Planted Trees - Canadian Broadcasting Corporation - Frédéric Back
  - George and Rosemary - National Film Board of Canada - Eunice Macaulay - Alison Snowden - David Fine
  - Your Face - Bill Plympton
- 1988 (61) Tin Toy - Pixar - John Lasseter și William Reeves
  - The Cat Came Back - National Film Board of Canada - Cordell Barker
  - The Cow - Aleksandr Petrov
- 1989 (62) Balance - Wolfgang și Christoph Lauenstein
  - Technological Threat - Bill Kroyer
  - The Hill Farm - Mark Baker

## Anii 1990
- 1990 (63) Creature Comforts - Aardman Animations, Channel Four - Nick Park
  - A Grand Day Out - Aardman Animations, National Film & Television School - Nick Park
  - Grasshoppers - Bruno Bozzetto
- 1991 (64) Manipulation - Daniel Greaves
  - Blackfly - National Film Board of Canada - Christopher Hinton
  - Strings - National Film Board of Canada - Wendy Tilby
- 1992 (65) Mona Lisa Descending a Staircase - Joan C. Gratz
  - Adam - Aardman Animations - Peter Lo
  - Reci, Reci, Reci... - Michaela Pavlátová
  - The Sandman - Paul Berry
  - Screen Play - Barry Purves
- 1993 (66) The Wrong Trousers - Aardman Animations, BBC - Nick Park
  - Blindscape - National Film & Television School - Stephen Palmer
  - The Mighty River - Société Radio-Canada - Frédéric Back și Hubert Tison
  - Small Talk - Bob Godfrey și Kevin Baldwin
  - The Village - Mark Baker
- 1994 (67) Bob's Birthday - Snowden Fine Animation, National Film Board of Canada, Channel Four - Alison Snowden and David Fine
  - The Big Story - Tim Watts și David Stoten
  - The Janitor - Vanessa Schwartz
  - The Monk and the Fish - Michael Dudok de Wit
  - Triangle - Erica Russell
- 1995 (68) A Close Shave - Aardman Animations, BBC - Nick Park
  - The Chicken From Outer Space - Stretch Films, Hanna-Barbera - John Dilwor
  - The E - Alias|Wavefront - Chris Landre și Robin Barger
  - Gagarin - Alexiy Kharitidi
  - Runaway Brain - Walt Disney Animation Studios - Chris Bailey
- 1996 (69) Que - Tyron Montgomery și Thomas Stellmach
  - Canhead - Timothy Hittle
  - La Salla - National Film Board of Canada - Richard Condie
  - Wat's Pig - Aardman Animations, Channel Four - Peter Lo
- 1997 (70) Geri's Game - Pixar - Jan Pinkava
  - Famous Fred - Joanna Quinn
  - Mermaid - Aleksandr Petrov
  - Redux Riding Hood - Walt Disney Animation Studios - Steve Moore
  - La Vieille dame et les pigeons - Sylvain Chomet
- 1998 (71) Bunny - Blue Sky Studios - Chris Wedge
  - The Canterbury Tales - S4C, BBC Wales, HBO -Christopher Grace și Jonathan Myerson
  - Jolly Roger - Astley Baker Davies, Silver Bird Productions, Channel Four - Mark Baker
  - More - Bad Clams Productions, Swell Productions - Mark Osborne și Steven B. Kalafer
  - When Life Departs - Karsten Kiilerich și Stefan Fjeldmark
- 1999 (72) The Old Man and the Sea - Aleksandr Petrov
  - 3 Misses - CineTe - Paul Driessen
  - Humdrum - Aardman Animations, Canal+, Channel Four - Peter Peake
  - My Grandmother Ironed the King's Shirts - Studio Magica, National Film Board of Canada - Torill Kove
  - When the Day Breaks - National Film Board of Canada - Wendy Tilby și Amanda Forbis

## Anii 2000
- 2000 (73) Father and Daughter - Michaël Dudok De Wit
  - Periwig Maker - Ideal Standard Film - Steffen Schäffler și Annette Schäffler
  - Rejected - Bitter Films - Don Hertzfeldt

- 2001 (74) For the Birds - Pixar - Ralph Eggleston
  - Fifty Percent Grey - Ruairi Robinson și Seamus Byrne
  - Give Up Yer Aul Sins - Brown Bag Films - Cathal Gaffney și Darragh O'Connell
  - Strange Invaders - National Film Board of Canada - Cordell Barker
  - Stubble Trouble - Calabash Animation - Joseph E. Meride

- 2002 (75) The ChubbChubbs! - Sony Pictures Animation, Columbia - Jacquie Barnbrook, Eric Armstrong and Jeff Wolverton
  - Katedra - Tomek Baginski
  - Mike's New Car - Pixar - Pete Docter și Roger Gould
  - Mt. Head - Kōji Yamamura
  - Das Rad - Film Academy Baden-Württemberg - Chris Stenner, Arvid Uibel și Heidi Wittlinger

- 2003 (76) Harvie Krumpet - Australian Film Commission, Film Victoria, SBS Independent - Adam Elliot
  - Boundin' - Pixar - Bud Luckey
  - Gone Nutty - Blue Sky Studios - Carlos Saldanha și John C. Donkin
  - Nibbles - Chris Hinton
  - Destino - Walt Disney Animation Studios - Dominique Monféry and Roy E. Disney

- 2004 (77) Ryan - Chris Landre - National Film Board of Canada
  - Birthday Boy - Australian Film Television and Radio School - Sejong Park și Andrew Gregory
  - Gopher Broke - Blur Studio - Jeff Fowler și Tim Miller
  - Guard Dog - Bill Plympton
  - Lorenzo - Walt Disney Animation Studios - Mike Gabriel și Baker Bloodworth

- 2005 (78) The Moon and the Son: An Imagined Conversation - John Canemaker
  - Badgered - National Film & Television School - Sharon Colman
  - The Mysterious Geographic Explorations of Jasper Morello - 3d Films Pty Ltd., Australian Film Commission, Film Victoria, SBS Independent - Anthony Lucas
  - 9 - UCLA Animation Workshop, Thinkart Films - Shane Acker
  - One Man Ba - Pixar - Andrew Jimenez și Mark Andrews

- 2006 (79) The Danish Poet - Torill Kove - Mikrofilm AS, National Film Board of Canada
  - Lifted - Pixar - Gary Rydstrom
  - The Little Matchgirl - Walt Disney Animation Studios - Roger Allers și Don Hahn
  - Maestro - Géza M. Tó
  - No Time for Nuts - Blue Sky Studios, - Chris Renaud și Michael Thurmeier

- 2007 (80) Peter & the Wolf - Se-ma-for, BreakThru Films - Suzie Templeton
  - Even Pigeons Go To Heaven - BUF - Samuel Tourneux și Simon Vanesse
  - I Met the Walrus - Josh Raskin
  - Madame Tutli-Putli - National Film Board of Canada - Chris Lavis și Maciek Szczerbowski
  - My Love - Aleksandr Petrov

- 2008 (81) La Maison en petits cubes - Kunio Katō
  - Lavatory - Lovestory - Melnitsa Animation Studio - Konstantin Bronzit
  - Oktapodi - Gobelins L'Ecole de L'Image - Emud Mokhberi și Thierry Marcha
  - Presto - Pixar - Doug Sweetla
  - This Way Up - Nexus Productions - Alan Smi și Adam Foulkes

- 2009 (82) Logorama - H5, Autour de Minuit Productions - Nicolas Schmerkin
  - Granny O'Grimm's Sleeping Beauty - Brown Bag Films - Nicky Phelan și Darragh O'Connell
  - French Roa - Fabrice Joubert
  - The Lady and the Reaper - Kandor Graphics - Javier Recio Gracia
  - A Matter of Loaf and Dea - Aardman Animations - Nick Park

## Anii 2010
- 2010 (83) – The Lost Thing - Shaun Tan și Andrew Ruhemann
  - Day & Night - Pixar - Teddy Newton
  - The Gruffalo - Magic Light Pictures, Studio Soi - Jakob Schuh și Max Lang
  - Let's Pollute - Geefwee Boedoe
  - Madagascar, a Journey Diary - Bastien Dubois

- 2011 (84) The Fantastic Flying Books of Mr. Morris Lessmore – Moonbot Studios - William Joyce și Brandon Oldenburg
  - Dimanche – National Film Board of Canada - Patrick Doyon
  - La Luna – Pixar - Enrico Casarosa
  - A Morning Stroll – Studio AKA - Grant Orchard și Sue Goffe
  - Wild Life – National Film Board of Canada - Wendy Tilby și Amanda Forbis

- 2012 (85) Paperman – Walt Disney Animation Studios - John Kahrs
  - Adam and Dog – Minkyu Lee
  - Fresh Guacamole – PES
  - Head Over Heels – National Film and Television School - Timothy Reckart și Fodhla Cronin O'Reilly
  - The Longest Daycare – 20th Century Fox Animation, Gracie Films, Film Roman - David Silverman

- 2013 (86) Mr Hublot - Laurent Witz și Alexandre Espigares
  - Feral - Daniel Sousa și Dan Golden
  - Get a Horse! - Walt Disney Animation Studios - Lauren MacMullan și Dorothy McKim
  - Possessions - Sunrise - Shuhei Morita
  - Room on the Broom - Magic Light Pictures - Max Lang și Jan Lachauer

- 2014 (87) Feast – Walt Disney Animation Studios – Patrick Osborne și Kristina Reed
  - The Bigger Picture  – National Film and Television School – Daisy Jacobs și Christopher Hees
  - The Dam Keeper – Robert Kondo and Dice Tsutsumi
  - Me and My Moulton – National Film Board of Canada – Torill Kove
  - A Single Life – Joris Oprins

- 2015 (88) Bear Story – Punkrobot – Gabriel Osorio Vargas și Pato Escala Pierart
  - Prologue – Richard Williams și Imogen Sutton
  - Sanjay's Super Team – Pixar –  Sanjay Patel și Nicole Paradis Grindle
  - We Can't Live Without Cosmos – Melnitsa Animation Studio – Konstantin Bronzit
  - World of Tomorrow – Don Hertzfeldt

- 2017 (90) Dear Basketball – Glen Keane și Kobe Bryant
  - Garden Party –  	Victor Caire și Gabriel Grapperon
  - Lou – Dave Mullins și Dana Murray
  - Negative Space – Max Porter și Ru Kuwahata
  - Revolting Rhymes – Jakob Schuh și Jan Lachauer

- 2018 (91) Bao – Domee Shi și Becky Neiman-Cobb
  - Animal Behaviour – Alison Snowden și David Fine
  - Late Afternoon – Louise Bagnall și Nuria González Blanco
  - One Small Step – Andrew Chesworth și Bobby Pontillas
  - Weekends – Trevor Jimenez

- 2019 (92) Hair Love – Matthew A. Cherry & Karen Rupert Toliver
  - Dcera (Daughter) – Daria Kashcheeva
  - Kitbull – Kathryn Hendrickson & Rosana Sullivan
  - Memorable – Bruno Collet & Jean-François Le Corre
  - Sister – Siqi Song

## Anii 2020
- 2020/21 (93) : If Anything Happens I Love You – Will McCormack & Michael Govier
  - Burrow – Madeline Sharafian & Michael Capbarat
  - Genius loci – Adrien Mérigeau & Amaury Ovise
  - Opera – Erick Oh
  - Yes-People – Gísli Darri Halldórsson & Arnar Gunnarsson

- 2021 (94) : The Windshield Wiper – Alberto Mielgo & Leo Sanchez
  - Bestia – Hugo Covarrubias & Tevo Díaz
  - Boxballet – Anton Dyakov
  - Robin Robin – Dan Ojari & Mikey Please
  - Affairs of the Art – Joanna Quinn & Les Mills

- 2022 (95) : The Boy, the Mole, the Fox and the Horse – Charlie Mackesy, Matthew Freud
  - The Flying Sailor – Wendy Tilby, Amanda Forbis
  - Ice Merchants – Joao Gonzalez, Bruno Caetano
  - My Year of Dicks – Sara Gunnarsdóttir, Pamela Ribbon
  - An Ostrich Told Me the World Is Fake and I Think I Believe It – Lachlan Pendragon

- 2023 (96) : War Is Over! Inspired by the Music of John and Yoko – Dave Mullins & Brad Booker
  - Letter to a Pig – Tal Kantor & Amit R. Gicelter
  - Ninety-Five Senses – Jerusha Hess & Jared Hess
  - Our Uniform – Yegane Moghaddam
  - Pachyderme – Stéphanie Clément & Marc Rius

- 2024 (97) : In the Shadow of the Cypress – Shirin Sohani și Hossein Molayemi
  - Beautiful Men – Nicolas Keppens și Brecht Van Elslande
  - Magic Candies – Daisuke Nishio și Takashi Washio
  - Wander to Wonder – Nina Gantz și Stienette Bosklopper
  - Yuck! – Loïc Espuche și Juliette Marquet